# Thelairochaetona thrix
Thelairochaetona thrix là một loài ruồi trong họ Tachinidae.